# レイ・マーサー
レイ・マーサー（Ray Mercer、1961年4月4日 - ）は、アメリカ合衆国の男性プロボクサー。元WBO世界ヘビー級王者。「Merciless（無慈悲）」の異名を持っている。
40歳を過ぎてからボクシングでウラジミール・クリチコの世界王座に挑戦したほか、K-1（キックボクシング）、総合格闘技の試合にも挑戦した。

## 略歴
- 1988年ソウルオリンピックのアマチュアボクシングのヘビー級で金メダルを獲得。
- アマチュアの戦績は64勝6敗。
- 1989年、28歳でプロ転向。
- 1990年8月5日、バート・クーパーを破り、NABF（北米）ヘビー級タイトルを獲得。
- 1991年1月11日、無敗の初代WBOヘビー級王者フランチェスコ・ダミアニに挑戦。8回までのポイントでは、王者ダミアニに大差でリードされていたが、9回に一撃で逆転KO勝利し、第2代WBO世界ヘビー級王者となる。
- 1991年10月18日、次戦となる初防衛戦では当時、全米屈指の人気を誇った白人スター選手のトミー・モリソンをKOし一躍、世界中にその名を知られることとなる。その後、マーサーは元WBC・IBF王者ラリー・ホームズとの防衛戦を計画するが、WBOはマイケル・モーラーの挑戦を受けることを要求した。マーサーは応じなかった為、WBO王座を剥奪された。
- 1992年2月7日、ラリー・ホームズと対戦するが、12回判定負け。
- 1993年2月6日、ジェシー・ファーガソンと対戦。マーサーがこの試合に勝利した場合、リディック・ボウとの対戦と150万ドルの報酬が約束されていた。試合はファーガソンが判定で勝利したが、マーサーは試合中にファーガソンに10万ドルで自分に勝ちを譲るよう贈賄による八百長を再三持ちかけていたことが判明。ファーガソンは信仰上の理由でこれを拒否したが、マーサーはスポーツ贈収賄の容疑でマンハッタン地方裁判所に告訴された。
- 1993年11月19日、ジェシー・ファーガソンと再戦し、2-1の判定勝ち。
- 1994年7月28日、マリオン・ウィルソンと対戦し、1-1の判定ドロー。
- 1995年5月20日、イベンダー・ホリフィールドと対戦。プロキャリア初のダウンを喫し10回判定負け。
- 1996年5月10日、レノックス・ルイスと対戦し、10回終了0-2の判定負け。
- 1996年12月14日、ティム・ウィザスプーンと対戦し、判定勝ち。
- 1997年、アンドリュー・ゴロタと対戦が決まるが、マーサーが首を負傷し14ヶ月の療養期間を取る。
- 1998年2月21日、復帰戦で勝利を収めるが、B型肝炎を患い再び長期療養に入る。
- 1999年12月18日、1年8ヶ月ぶりの復帰戦を勝利で飾る。
- 2002年1月19日、マイク・タイソンとの対戦が予定されていたが実現せず。
- 2002年6月29日、41歳にしてウラジミール・クリチコのWBO世界ヘビー級王座に挑戦。10年前に自身が保持していたタイトルへの再挑戦という構図の試合であったが初回にマウスピースを吐き出し大の字に倒れた。立ち上がり、その後6Rまで試合を続行するも結果はTKO負け。
- 2003年12月31日、INOKI BOM-BA-YE 2003で藤田和之との対戦が発表されていたが実現せず。結局、出場したのは元IBF世界クルーザー級王者、イマム・メイフィールドだった。
- 2004年6月6日、K-1初参戦となった『K-1 WORLD GP 2004 in NAGOYA』で武蔵と対戦。ハイキックを浴びダウンを喫し判定負け。
- 2005年3月19日、『K-1 WORLD GP 2005 in SEOUL』でレミー・ボンヤスキーと対戦。開始早々ハイキックを浴びて戦意喪失。KO負けとなった。
- 2005年6月24日、2年半ぶりにボクシングに復帰。8月26日にシャノン・ブリッグスと対戦するが7回KO負け。その後、ブリッグスはかつてマーサーが保持していたWBOヘビー級王座を獲得することになる。
- 2007年6月23日、46歳でCFFCで総合格闘技の試合に初挑戦するが、同じく総合格闘技初戦のキンボ・スライスにギロチンチョークで敗れた。
- 2007年9月15日、スウェーデンで2年ぶりにボクシングに復帰する。Mikael Lindblad（37歳、戦績24勝5敗）と対戦し、1回KO勝ち。
- 2008年1月26日、マカオでのNABO・ABCO・WBFインターナショナルヘビー級王座決定戦でディリック・ロージーと対戦し12R判定負け。
- 2009年6月13日、Adrenaline MMA 3でティム・シルビアと総合格闘技ルールで対戦し、開始9秒右フックで失神KO勝ちを収めた。

## 戦績

### プロボクシング
| プロボクシング 戦績 | プロボクシング 戦績 | プロボクシング 戦績 | プロボクシング 戦績 | プロボクシング 戦績 | プロボクシング 戦績 | プロボクシング 戦績 |
| ------------------- | ------------------- | ------------------- | ------------------- | ------------------- | ------------------- | ------------------- |
| 42 試合             | (T)KO               | 判定                | その他              | 引き分け            | 無効試合            |                     |
| 35 勝               | 26                  |                     |                     | 1                   | 0                   |                     |
| 6 敗                |                     |                     |                     | 1                   | 0                   |                     |

### プロキックボクシング
| キックボクシング 戦績 | キックボクシング 戦績 | キックボクシング 戦績 | キックボクシング 戦績 | キックボクシング 戦績 | キックボクシング 戦績 | キックボクシング 戦績 |
| --------------------- | --------------------- | --------------------- | --------------------- | --------------------- | --------------------- | --------------------- |
| 2 試合                | (T)KO                 | 判定                  | その他                | 引き分け              | 無効試合              |                       |
| 0 勝                  | 0                     | 0                     | 0                     | 0                     | 0                     |                       |
| 2 敗                  | 1                     | 1                     | 0                     | 0                     | 0                     |                       |

| 勝敗 | 対戦相手             | 試合結果                   | 大会名                      | 開催年月日    |
| ×    | レミー・ボンヤスキー | 1R 0:22 KO（右ハイキック） | K-1 WORLD GP 2005 in SEOUL  | 2005年3月19日 |
| ×    | 武蔵                 | 3R終了 判定0-3             | K-1 WORLD GP 2004 in NAGOYA | 2004年6月6日  |

### 総合格闘技
| 総合格闘技 戦績 | 総合格闘技 戦績 | 総合格闘技 戦績 | 総合格闘技 戦績 | 総合格闘技 戦績 | 総合格闘技 戦績 | 総合格闘技 戦績 |
| --------------- | --------------- | --------------- | --------------- | --------------- | --------------- | --------------- |
| 2 試合          | (T)KO           | 一本            | 判定            | その他          | 引き分け        | 無効試合        |
| 1 勝            | 1               | 0               | 0               | 0               | 0               | 0               |
| 1 敗            | 0               | 1               | 0               | 0               | 0               | 0               |

| 勝敗 | 対戦相手         | 試合結果               | 大会名                       | 開催年月日    |
| ○    | ティム・シルビア | 1R 0:09 KO（右フック） | Adrenaline MMA 3             | 2009年6月13日 |
| ×    | キンボ・スライス | 1R ギロチンチョーク    | CFFC 5: Two Worlds, One Cage | 2007年6月23日 |

## 獲得タイトル
- 全米アマチュアボクシング選手権優勝（1988年）
- ソウルオリンピック ボクシングヘビー級 金メダル（1988年）
- IBFインターコンチネンタル・ヘビー級タイトル
- NABFヘビー級タイトル
- WBO世界ヘビー級タイトル（防衛1回）